# Récepteur nucléaire
Pour les articles homonymes, voir Récepteur.

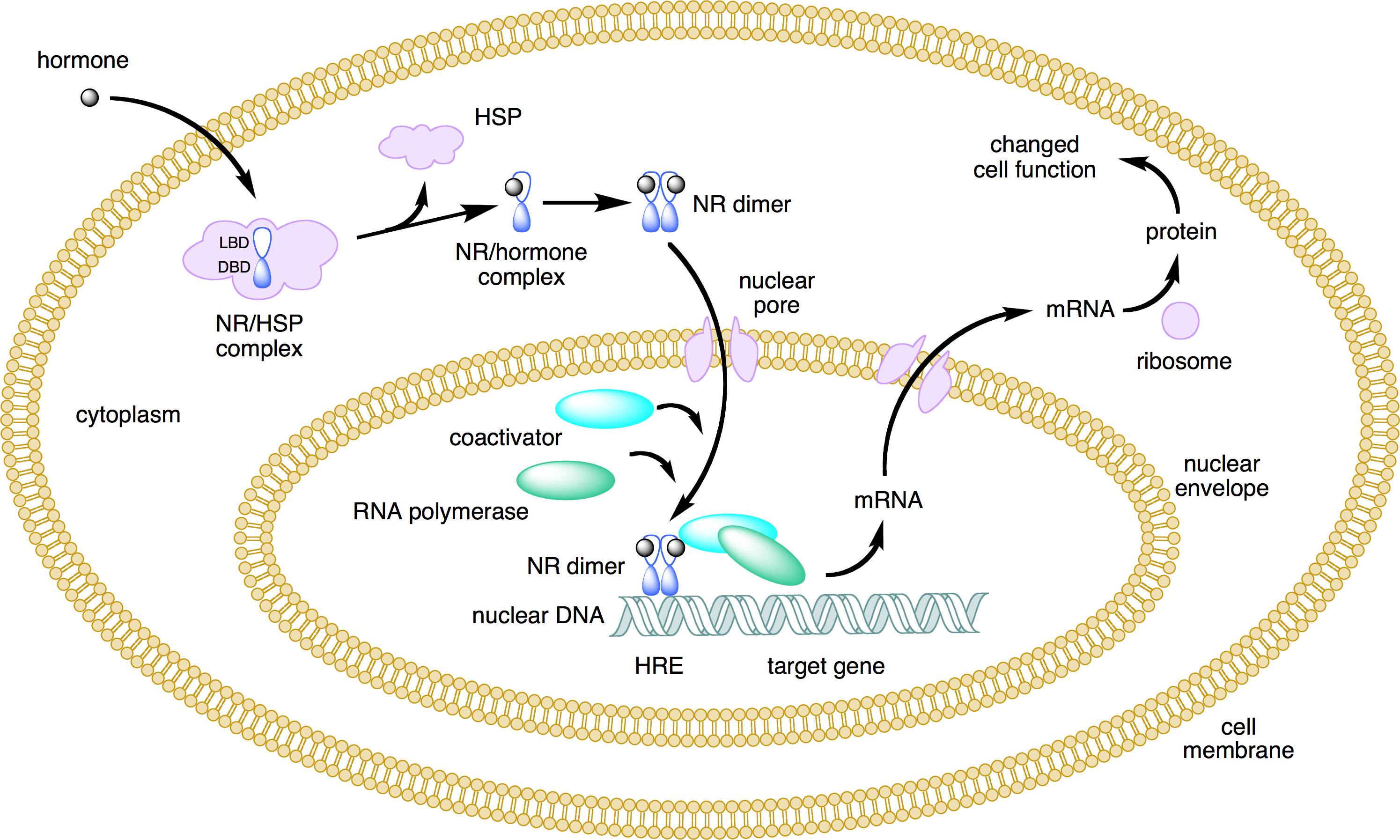
Mécanisme d'action général des récepteurs nucléaires

Les récepteurs nucléaires sont une superfamille de récepteurs biochimiques. Ce sont des protéines actives dans le noyau des cellules qui, pour nombre d'entre elles, transmettent à celles-ci des signaux hormonaux spécifiques conduisant à la modulation de l'expression de gènes cibles.
Les récepteurs nucléaires sont présents chez tous les animaux. La famille est constituée de 49 membres identifiés à ce jour chez l'homme mais de plus d'une centaine toutes espèces confondues.

## Modes d'action des récepteurs nucléaires
De nombreux récepteurs nucléaires fonctionnent avant tout comme des facteurs de transcription inductibles par un ligand (comme une hormone stéroïdienne, mais aussi par exemple certains lipides intracellulaires). Cependant beaucoup n'ont pas de ligand identifié, ils sont dits récepteurs orphelins. De plus, certains récepteurs nucléaires ont des effets autrement que par leur qualité de facteurs de transcription. Ils peuvent par exemple agir sur d'autres voies de signalisation intracellulaire.

## Structure générale des récepteurs nucléaires

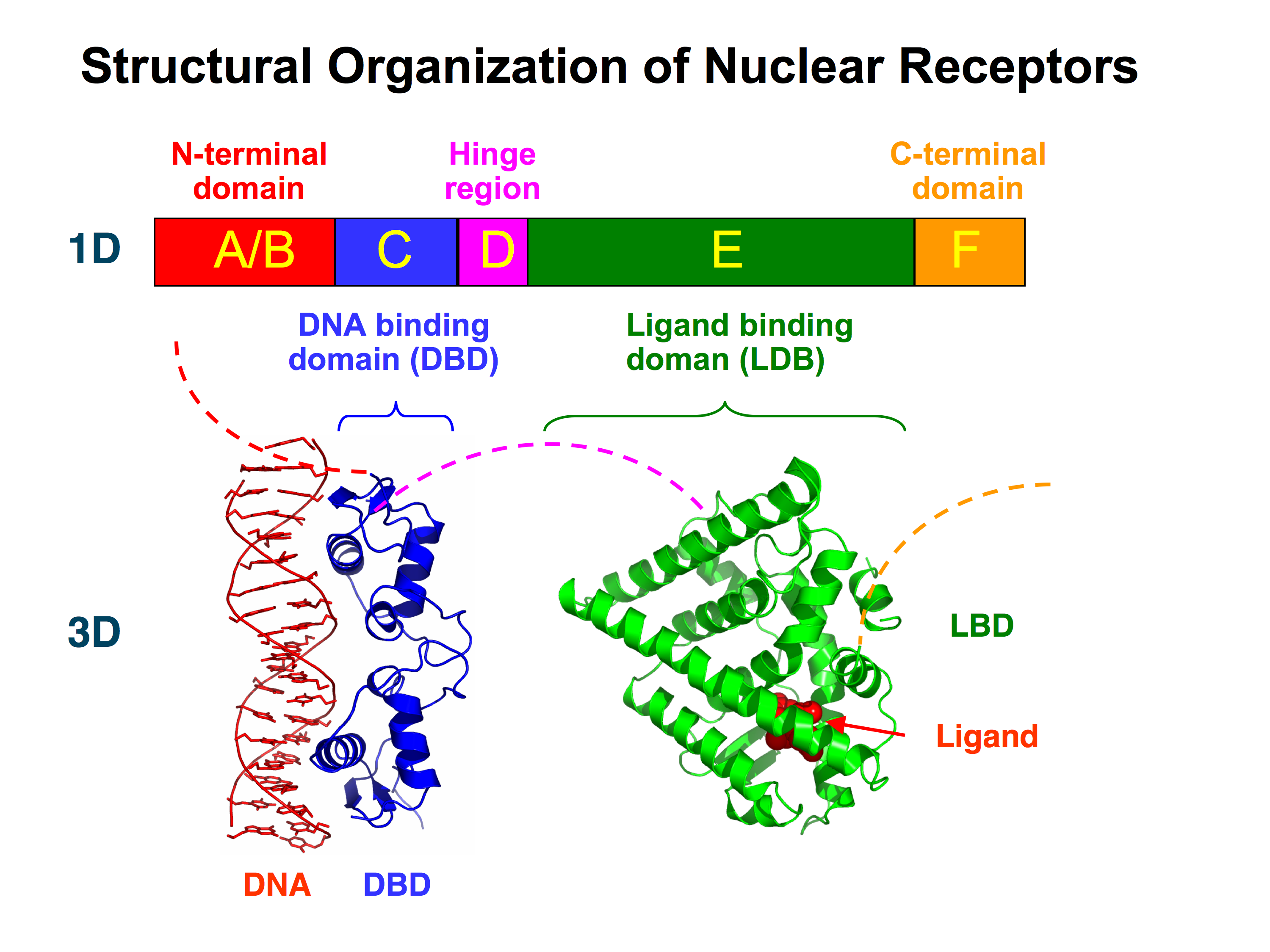
Structure protéique des récepteurs nucléaires

Les récepteurs nucléaires sont des protéines dont la taille varie classiquement entre 40 et 100 kilodaltons (kDa). Ils ont été subdivisés arbitrairement en 5 (ou 6) domaines (A, B, C, D, E (F)).
- A/B : Longueur variable, facteur de régulation
- C : Domaine en doigt de Zinc, domaine de fixation, sur la séquence HRE, de l'ADN
- D : Charnière, permet le changement de conformation du récepteur et sa dimérisation , c'est le plus petit
- E : Domaine de fixation au ligand (hormone…)
- F : Signalisation de localisation nucléaire (SLN)

Le domaine C, qui est le plus conservé au sein du groupe, est considéré comme la "signature" de la superfamille des récepteurs nucléaires. Il représente le domaine de liaison à l'ADN (ou DBD). Le domaine de liaison du ligand (ou LBD), se trouve au niveau du domaine E pour les ligands identifiés. On trouve également, surtout au niveau des domaines B et E, des surfaces d'interaction avec des régulateurs transcriptionnels que l'on appelle fonctions de transactivation (en) (ou fonctions d'activation).

## Liste partielle de récepteurs nucléaires
Beaucoup de récepteurs ne sont connus que par leur appellation anglophone :
- Sous-famille 1 : de la famille des hormones thyroïdiennes
  - Groupe A : Récepteur des hormones thyroïdiennes (Hormone thyroïdienne)
    1. Récepteur des hormones thyroïdiennes-α (TRα; NR1A1)
    2. Récepteur des hormones thyroïdiennes-β (TRβ; NR1A2)

  - Groupe B : Récepteur de l'acide rétinoïque	(Vitamine A et composants associés)
    1. Récepteur de l'acide rétinoïque-α (RARα; NR1B1)
    2. Récepteur de l'acide rétinoïque-β (RARβ; NR1B2)
    3. Récepteur de l'acide rétinoïque-γ (RARγ; NR1B3)

  - Groupe C : Récepteur activé par les proliférateurs de peroxysomes
    1. Peroxisome proliferator-activated receptor-α	(PPARα; NR1C1)
    2. Peroxisome proliferator-activated receptor-β	(PPARβ; NR1C2)
    3. Peroxisome proliferator-activated receptor-γ	(PPARγ: NR1C3)

  - Groupe D : Rev-erb
    1. Rev-erbα	(Rev-erbα; NR1D1)
    2. Rev-erbβ	(Rev-erbβ; NR1D2)
    3. E75 (E75; NR1D3)

  - Groupe E : Récepteur de la drosophile
    1. E78 (E78; NR1E1)

  - Groupe F : Récepteur apparenté au récepteur des rétinoïdes
    1. Retinoid-related orphan receptor-α (RORα; NR1F1)
    2. Retinoid-related orphan receptor-β (RORβ; NR1F2)
    3. Retinoid-related orphan receptor-γ (RORγ; NR1F3)
    4. HR3 et CNR3 (NR1F4)

  - Groupe G : Récepteur de Caenorhabditis elegans
    1. CNR14 (CNR14; NR1G1)

  - Groupe H : Récepteur nucléaire des oxystérols-like
    1. Récepteur de l'ecdysone (EcR; NR1H1)
    2. Liver X receptor-β ou récepteur β à l'oxystérol (LXRβ; NR1H2)
    3. Liver X receptor-α ou récepteur α à l'oxystérol (LXRα; NR1H3)
    4. Récepteur farnésoïde X	(FXR; NR1H4)

  - Groupe I : Récepteur de la famille vitamine D
    1. Récepteur de la vitamine D	(VDR; NR1I1) (vitamine D)
    2. Récepteur de la prégnane X	(PXR; NR1I2)
    3. Récepteur constitutif des androstanes	(CAR; NR1I3)

  - Groupe J : Récepteur de la drosophile
    1. DHR96 (DHR96; NR1J1)

- Sous-famille 2 : Retinoid X Receptor-like
  - Groupe A : Hepatocyte nuclear factor-4 (HNF4)
    1. Hepatocyte nuclear factor-4-α (HNF4α; NR2A1)
    2. Hepatocyte nuclear factor-4-γ (HNF4γ; NR2A2)

  - Groupe B : Récepteur X des rétinoïdes	(RXRα)
    1. Retinoid X receptor-α (RXRα; NR2B1)
    2. Retinoid X receptor-β (RXRβ; NR2B2)
    3. Retinoid X receptor-γ (RXRγ; NR2B3)
    4. Ultraspiracle (Usp; NR2B4)

  - Groupe C : Récepteur testiculaire
    1. Récepteur testiculaire 2 (TR2; NR2C1)
    2. Récepteur testiculaire 4 (TR4; NR2C2)

  - Groupe E : TLX/PNR
    1. Homologue humain du gène Drosophila tailless (TLX; NR2E1)
    2. Gène de drosophile tailless (TLL; NR2E2)
    3. Photoreceptor-Specific Nuclear Receptor	(PNR; NR2E3)

  - Groupe F : COUP/EAR
    1. Chicken ovalbumin upstream promoter-transcription factor I (COUP-TFI; NR2F1)
    2. Chicken ovalbumin upstream promoter-transcription factor II (COUP-TFII; NR2F2)
    3. ERBA-related 2	(EAR2; NR2F6)

- Sous-famille 3 : Récepteur des stéroïdes
  - Groupe A : Récepteur des œstrogènes	(hormone sexuelle : œstrogènes)
    1. Récepteur des œstrogènes-α	(ERα; NR3A1)
    2. Récepteur des œstrogènes-β	(ERβ; NR3A2)

  - Groupe B : Estrogen related receptor
    1. Estrogen related receptor-α (ERRα; NR3B1)
    2. Estrogen related receptor-β (ERRβ; NR3B2)
    3. Estrogen related receptor-γ (ERRγ; NR3B3)

  - Groupe C : Récepteurs des 3-ketostéroïdes
    1. Récepteur des glucocorticoïdes (GR; NR3C1)	(Cortisol)
    2. Récepteur des minéralocorticoïdes	(MR; NR3C2)	(Aldostérone)
    3. Récepteur de la progestérone	(PR; NR3C3)	(hormone sexuelle : progestérone)
    4. Récepteur des androgènes	(AR; NR3C4)	(hormone sexuelle : testostérone)

- Sous-famille 4 : Nerve Growth Factor IB-like
  - Groupe A : NGFIB/NURR1/NOR1
    1. Nerve Growth factor IB (NGFIB; NR4A1)
    2. Nuclear receptor related 1 (NURR1; NR4A2)
    3. Neuron-derived orphan receptor 1 (NOR1; NR4A3)

- Sous-famille 5 : Steroidogenic Factor-like
  - Groupe A : SF1/LRH1
    1. Steroidogenic factor 1 (SF1; NR5A1)
    2. Liver receptor homolog 1 (LRH1; NR5A2)

  - Groupe B : Récepteur de la drosophile
    1. DHR39 (DHR39; NR5B1)

- Sous-famille 6 : Germ Cell Nuclear Factor-like
  - Groupe A : GCN1
    1. Germ cell nuclear factor (GCN1; NR6A1)

- Sous Famille 0 : Divers	
  - Groupe B : DAX/SHP
    1. DAX-1 (NR0B1)
    2. Small heterodimer partner (SHP; NR0B2)